# Rosquilla
La Rosquilla (ciambella) è un dolce spagnolo  fritto o cotto al forno preparato con differenti tipi di impasto, da una massa più o meno spugnosa a pasta sfoglia. Ha una forma toroidale, cioè a forma di vite (rosca), da qui il nome.

## Rosquilla spagnola

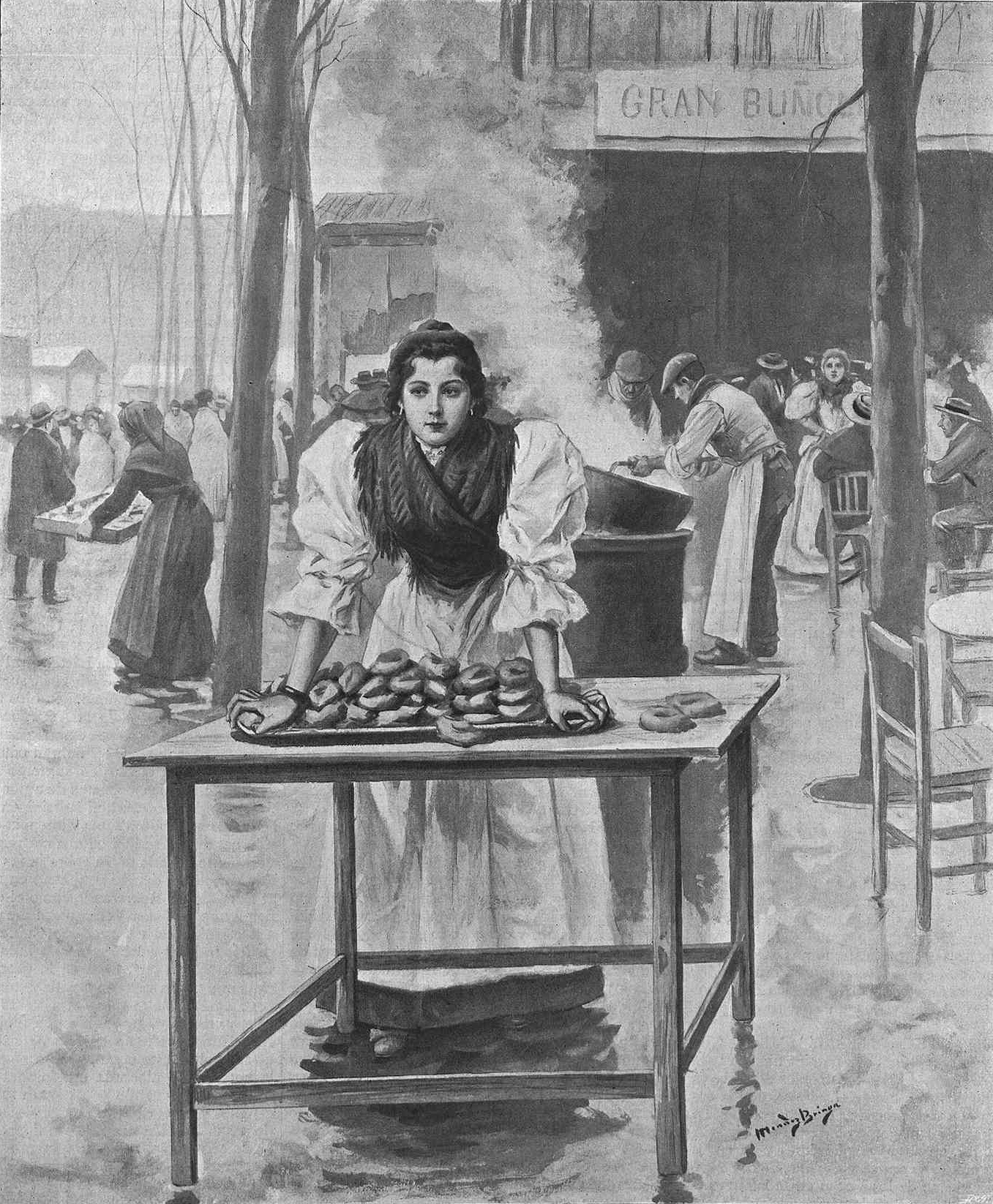
Banco di rosquillas nell'antica sagra de la Cara de Dios a Madrid (1897).

La ciambella è un dolce spagnolo tipico della Settimana santa, la cui origine rimanda all'antico Impero romano, epoca nella quale questa ricetta si è estesa a gran parte dell'Europa e del bacino del Mediterraneo.
Tra le ciambelle di San Isidro, patrono di Madrid la cui festività si celebra il 15 maggio, ci sono quattro varietà tipiche che si differenziano principalmente nella finitura finale e non nella ricetta dell'impasto:
- Rosquillas tontas: sono le più antiche e non hanno alcuna finitura, da qui il nome, sono le più semplici. Tradizionalmente si fanno con gli avanzi dell'impasto del pane e generalmente sono aromatizzate all'anice.
- Rosquillas listas: hanno una copertura di zucchero a velo che può essere di diversi colori (marrone, giallo, rosa...) e possono anche essere "ubriache" (bagnate).
- Rosquillas de Santa Clara: dopo essere state bagnate con l'albume d'uovo, vengono ricoperte con meringa bianca. In tutta la comunità di Castiglia e León si preparano di grandi dimensioni e sono conosciute come "rosquillas de baño" o "roscos de Castilla".
- Rosquillas francesas: sono ricoperte di mandorle tritate.
- Le rosquillas ciegas, simili alle ciambelle di Santa Clara, sono così dette perché mancano del buco al centro. Sono tipiche della provincia di Palencia, specialmente di Saldaña.

Tradizionalmente, nella zona di Reinosa (Cantabria, Spagna) si conservavano durante l'inverno in recipienti sotterrati nella neve delle montagne della Cordigliera Cantabrica. Questo dolce è tipico anche di Santillana del Mar. In Galizia le rosquillas si consumano in tutte le sagre e feste popolari, essendo quelle di Puenteareas le più famose.

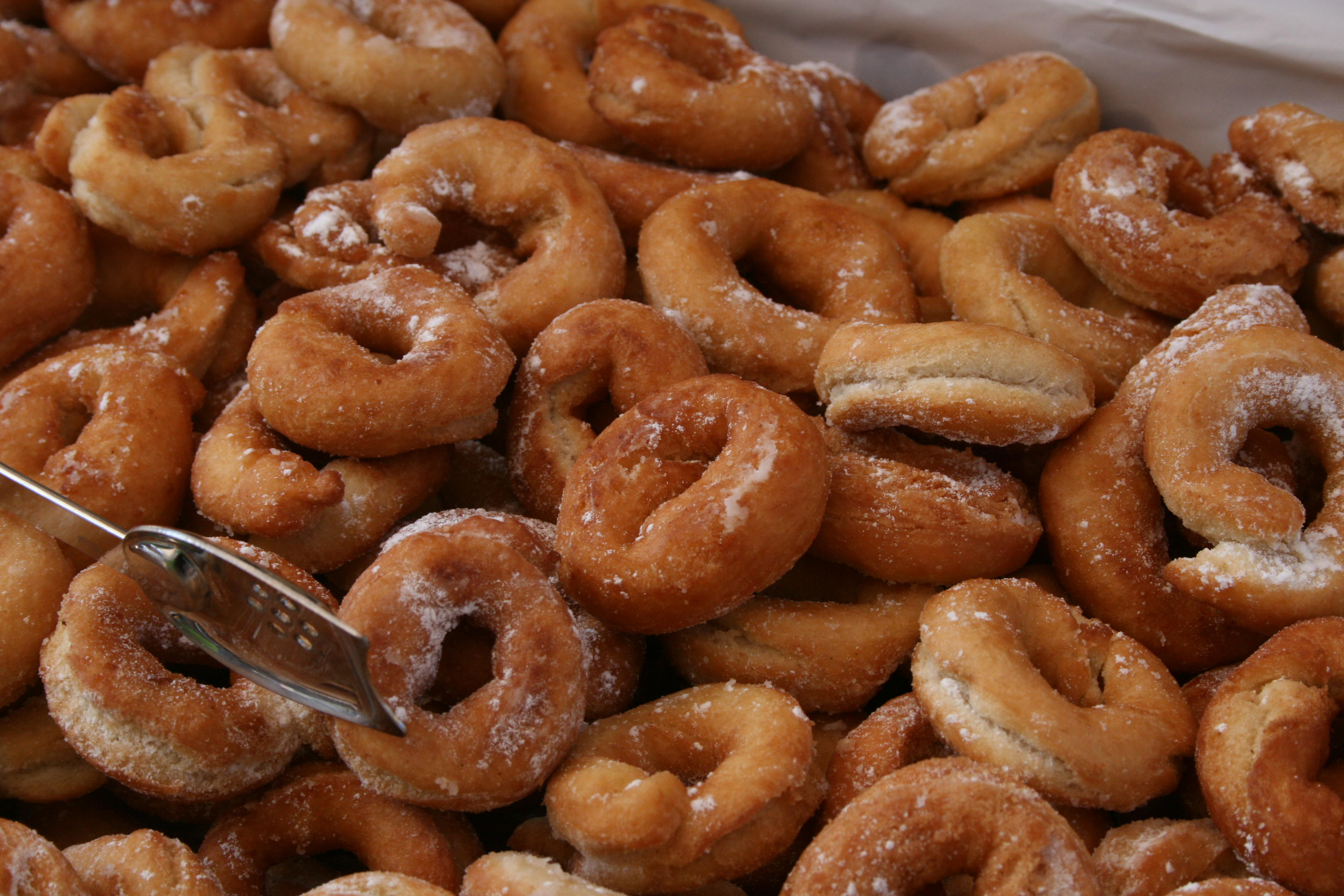
Rosquillas fritte delle Asturias.
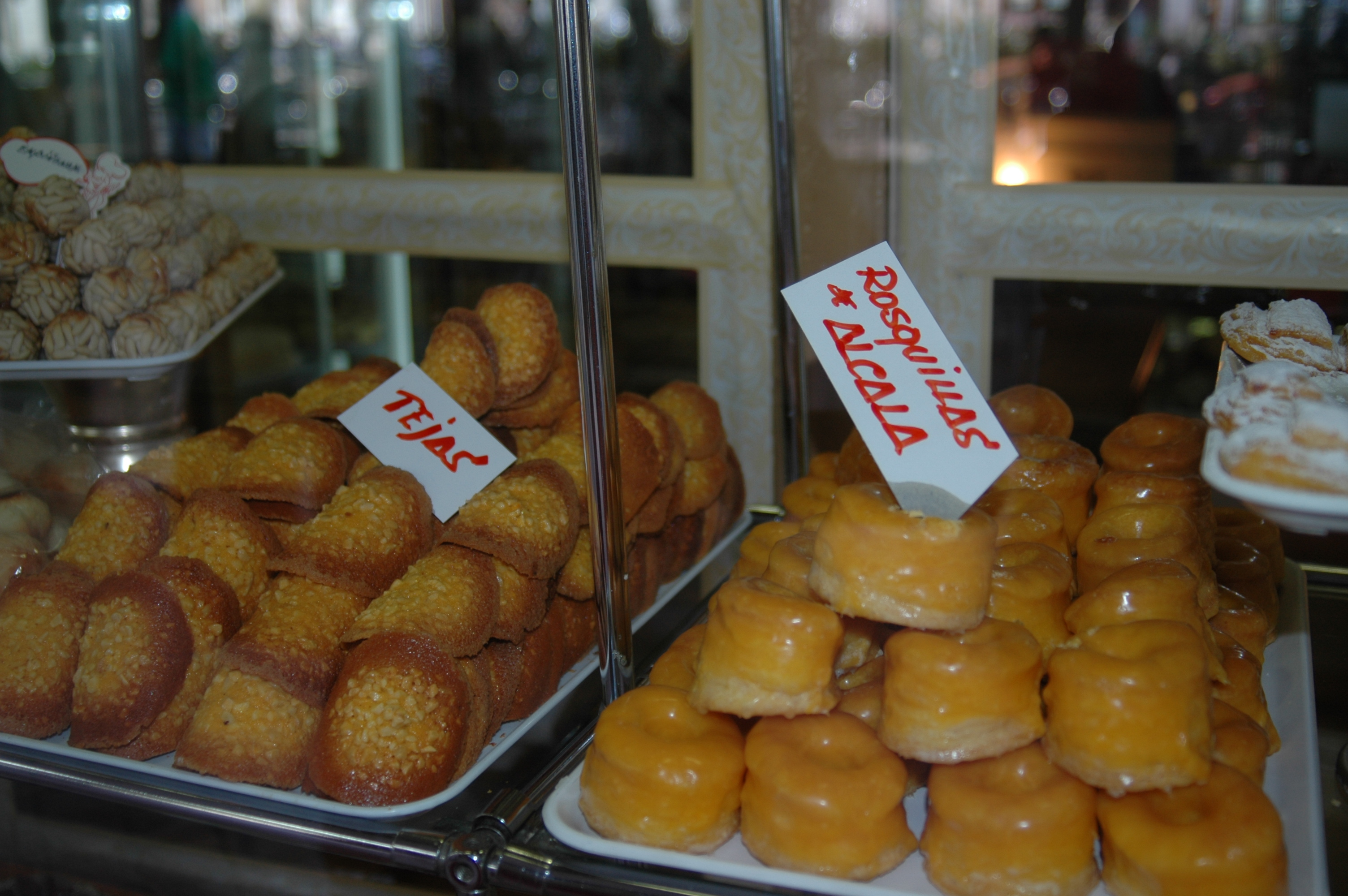
A destra, rosquillas di Alcalá, una variante delle rosquillas listas.
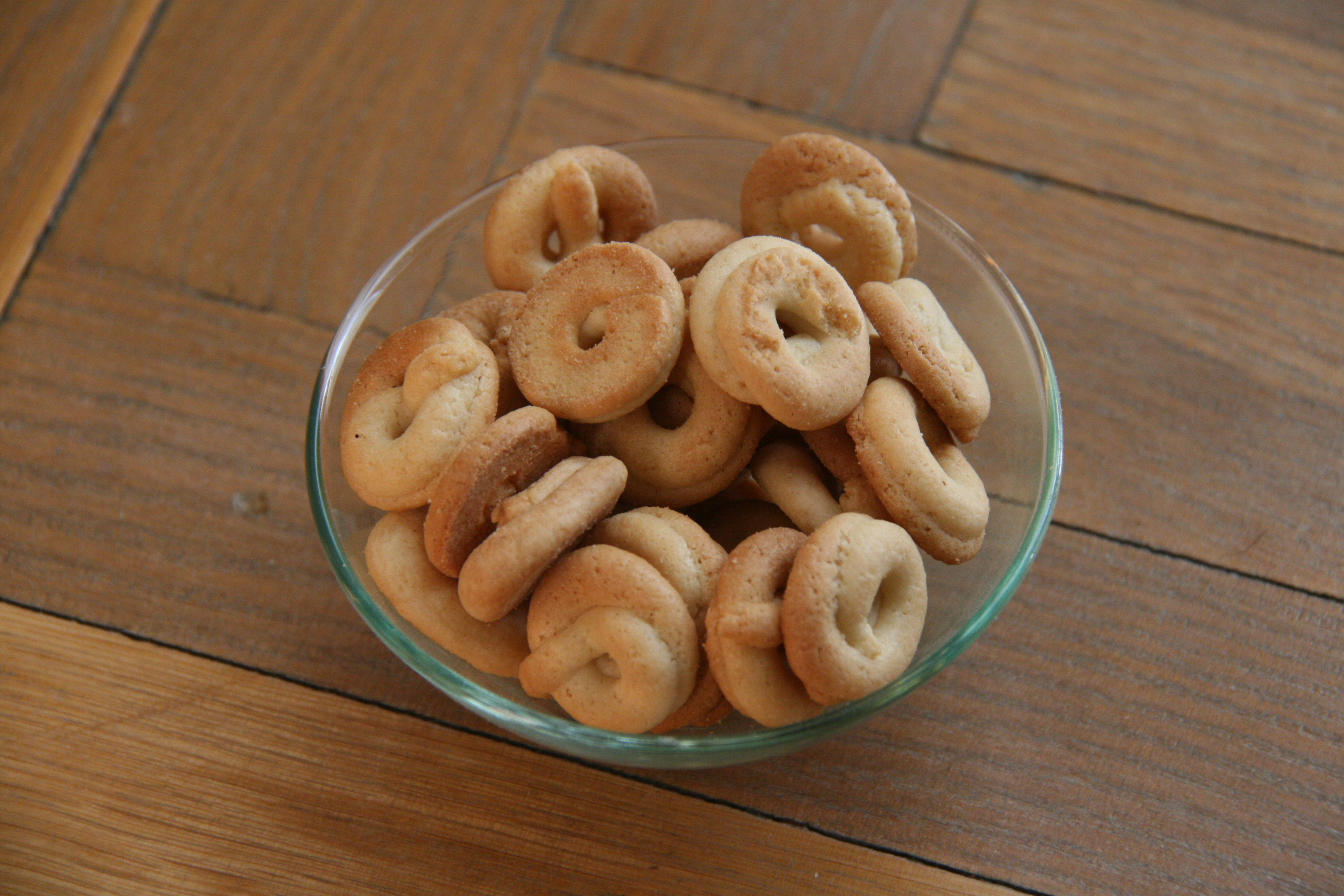
Rosquillas di Ledesma.
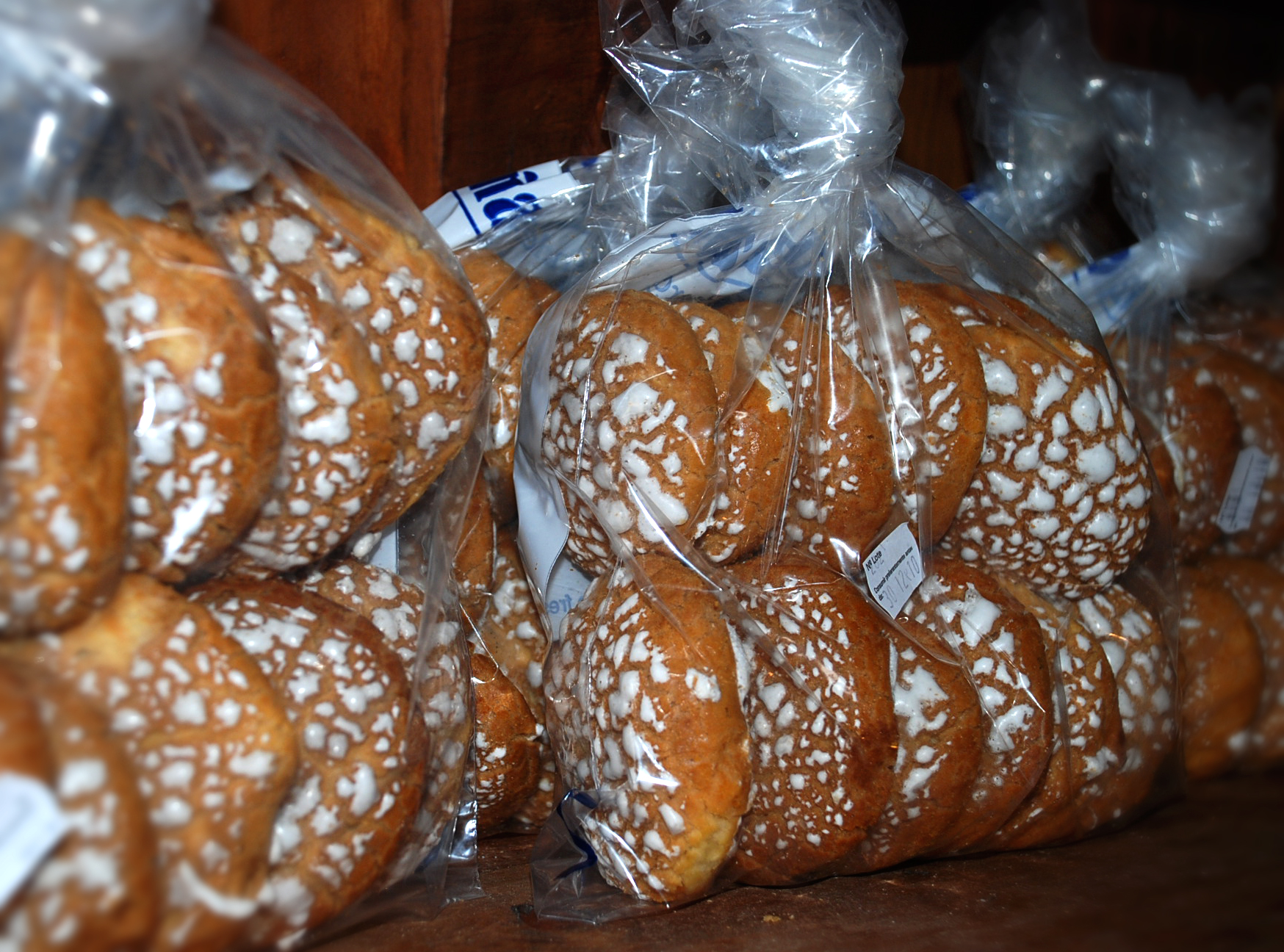
Ciegas di Palencia.

## Rosquitas peruviane

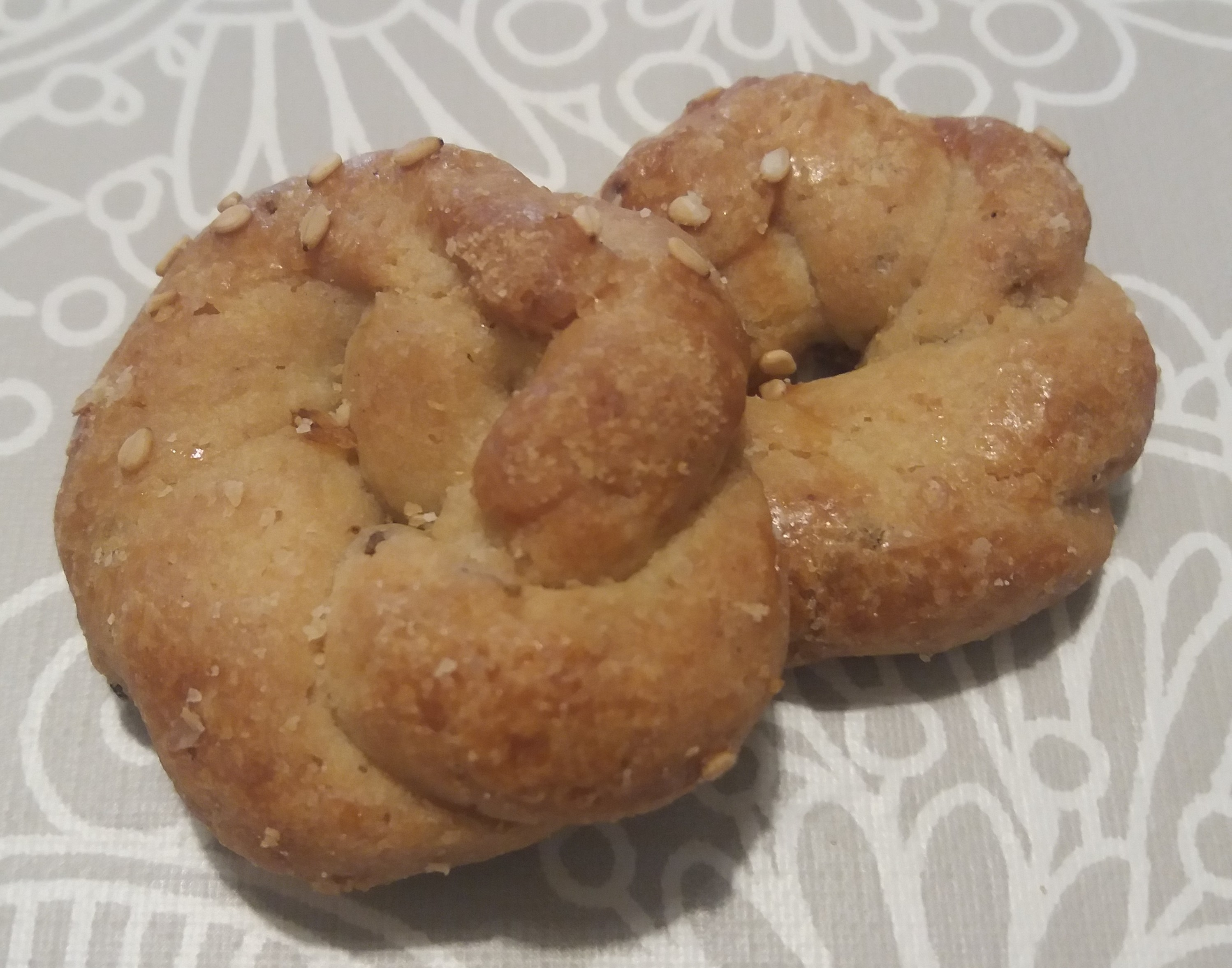
Rosquitas dolci peruviane

In Perù si chiama "rosquita" un biscotto cotto al forno a cui si dà forma di vite o cerchio, tradizionalmente realizzando una treccia. Ne esistono due tipi, uno salato, chiamato "rosquetes", e uno dolce, "rosquitas" appunto, che sono le più diffuse. Vengono elaborate e distribuite in panetterie e supermercati; e mentre sulla costa peruviana per farle si utilizza farina di frumento, burro e semi d'anice, nella selva amazzonica l'impasto è a base di amido di manioca, uova e sale.

## Donut
Il donut (in inglese doughnut o semplicemente donut) o dona, famoso per la grande diffusione ottenuta grazie ai dipartimenti di marketing di certi marchi nordamericani, può essere considerato come una varietà della rosquilla così come si conosce in Spagna. Di fatto, in molti altri paesi esistono varietà di forma e sapore molto simili alla tradizionale rosquilla spagnola, tutte molto più antiche del donut.